# Blue Shift (Politik)
Als Blue Shift (deutsch: „Blauverschiebung“) wird das bei US-amerikanischen Wahlen auftretende Phänomen bezeichnet, dass Kandidaten der Demokratischen Partei in späten Phasen der Stimmauszählung überproportionale Stimmenzuwächse gegenüber den Kandidaten der Republikanischen Partei erzielen. Der Begriff wurde 2013 von Edward B. Foley eingeführt, einem Amerikanischen Rechtsanwalt, Rechtsprofessor, und Wahlrechtswissenschaftler. Er wählte diesen Begriff, weil die blaue Farbe seit 2000 bei Darstellung von Wahlergebnissen für die demokratische Partei steht, im Gegensatz zum Rot der Republikaner.

## Hintergründe
Bei den sogenannten “Overtime votes”, also den Stimmen, die erst nach dem eigentlichen Wahltag berücksichtigt werden, handelt es sich neben den Briefwahlstimmen (“Absentee  Ballots”) vielfach um sogenannte “Provisional ballots” (deutsch: „provisorische Stimmzettel“). Darunter versteht man Stimmabgaben, bei denen es zusätzlicher Prüfungen bedarf, um die Stimme berücksichtigen zu können. Beispiele hierfür sind Fälle, bei denen die Wahlberechtigung nicht sofort überprüft werden kann, weil der Wähler nicht auf der Wahlliste registriert ist oder die Adresse nicht mit der registrierten übereinstimmt.
Foley sieht als eine mögliche Ursache für die Zuname des Blue Shifts bei den US-amerikanischen Wahlen seit Beginn des 21. Jahrhunderts den Anstieg der Briefwähler, die im Prinzip auch im Wahllokal ihre Stimme abgeben könnten, aber aus unterschiedlichen Gründen die Briefwahl bevorzugen. In 34 der 50 Bundesstaaten und im District of Columbia ist die Beantragung der Briefwahl ohne Angabe von Gründen möglich. Auch unter den “Provisional Ballots” ist der Anteil der demokratischen Wähler möglicherweise höher, weil diese überproportional von jüngeren und mobileren Wählern genutzt werden, die häufiger in Ballungszentren leben und ihren Wohnsitz wechseln.
Ein weiterer Faktor sind die oft langen Schlangen vor Wahllokalen, welche hauptsächlich in städtischen Gebieten („Hochburgen“ der Demokraten) auftreten. Hierbei gilt in den USA grundsätzlich, dass, wer vor der geplanten Schließung der Wahllokale in der Schlange stand, auch wählen darf.

## Geschichte
Ein Auslöser für Edward B. Foley, das Phänomen der Verschiebung der Mehrheitsverhältnisse in der späteren Phase der Stimmauszählung näher zu untersuchen, waren die knappen Wahlausgänge bei der Präsidentschaftswahl 2000 in Florida, als Al Gore George W. Bush unterlag und bei der Präsidentschaftswahl 2004, als in Ohio die Wahl zwischen Bush und dem Herausforderer John Kerry entschieden wurde. Er stellte die Frage, wie groß der Abstand am Wahlabend sein muss, damit es angebracht ist, dass ein Kandidat seine Niederlage eingesteht und das Wahlergebnis damit außerhalb der “Margin of Litigation”, also der Zone für eine gerichtliche Auseinandersetzung, liegt.
In neueren Arbeit aus dem Jahr 2020 stellt Foley fest, dass die Differenz zwischen den vorläufigen Wahlergebnissen in der Wahlnacht und den endgültigen Wahlergebnissen auf nationaler Ebene seit 2000 immer größer geworden ist und zudem noch häufiger als bisher eine Verschiebung zugunsten der demokratischen Kandidaten in der späteren Phase der Stimmauszählung erfolgt. Diese Zunahme korreliert mit der Zunahme der  „provisorischen Stimmzettel“ (Provisional ballots) und der Briefwahlstimmen –  zumindest im Falle der Präsidentschaftswahl 2016. Empirisch scheint klar zu sein, dass Reformen der Wahlgesetze – insbesondere der Help America Vote Act (HAVA) – diese Verschiebung der Stimmanteile in späten Phasen der Auszählung zugunsten der Demokraten begünstigt haben – wenn auch unbeabsichtigt. Dies hat praktische Auswirkungen, denn diese Diskrepanz zwischen dem vorläufigen und dem endgültigen Ergebnis können dazu führen, dass der am Ende unterliegende Kandidat und dessen Anhänger – wenn auch irrtümlich – die Wahl als gefälscht betrachten können.

## Beispiele
Im Jahr 2013 hatte Edward B. Foley eine Zuname des Blue Shifts im Staat Ohio festgestellt und untersuchte daraufhin unter anderem die Daten verschiedener Swing States. Als Ergebnis der Wahlnacht verwendete er dabei die in der New York Times am nächsten Morgen veröffentlichten Zahlen. So ermittelte er, wie sich wie sich die Stimmenzahl des demokratischen Kandidaten gegenüber der des republikanischen Kandidaten beim endgültigen Wahlergebnis im Vergleich zu diesen vorläufigen Ergebnissen verändert hatte.
| Staat        | Zuwächse 2012 | Zuwächse 2012 | Zuwächse 2008 | Zuwächse 2008 | Zuwächse 2004 | Zuwächse 2004 |
| Staat        | absolut       | %             | absolut       | %             | absolut       | %             |
| ------------ | ------------- | ------------- | ------------- | ------------- | ------------- | ------------- |
| Colorado     | 26.884        | 1,07          | 72.791        | 3,08          | 32.704        | 1,56          |
| Florida      | 27.281        | 0,32          | 42.277        | 0,51          | -4.060        | -0,05         |
| Ohio         | 65.459        | 1,19          | 52.627        | 0,94          | 17.884        | 0.32          |
| Virginia     | 40.659        | 1,07          | 79.363        | 2,15          | 22790         | 0.40          |
| Pennsylvania | 26.146        | 0,46          | 23.863        | 0,40          | -9.556        | -0,30         |

Ein weiteres Beispiel ist die Kalifornische Kongresswahl 2018. Im 39. Kongresswahlbezirk, der Teile der Counties Orange, Los Angeles und San Bernardino umfasst, bewarben sich die Republikanerin Young Kim und der demokratischen Kandidat Gil Cisneros um einen Sitz im Repräsentantenhaus der Vereinigten Staaten.  Bei 150.000 ausgezählten Stimmen hatte Kim einen Vorsprung von drei Prozentpunkten und sie machte sich auf den Weg nach Washington, D.C., um an einem Einführungsseminar für Neulinge des Repräsentantenhauses teilzunehmen. Aber Wochen nach der Wahl, als alle Stimmen ausgezählt waren, stellte sich heraus, dass ihr demokratischer Gegner die Wahl gewonnen hatte.

## Vergleichbare Phänomene außerhalb der USA
Die Zunahme der Briefwahl ist auch außerhalb der USA, so zum Beispiel in Deutschland, zu beobachten. Allerdings werden in Deutschland Briefwahlstimmen und persönlich abgegebene Stimmen gleichzeitig ausgezählt, so dass eine Divergenz durch eventuell unterschiedliche Stimmanteile bei Brief- und persönlicher Wahl nicht auffällt. Zu beachten ist allerdings, dass Nachwahlbefragungen, welche die Basis der ersten Hochrechnungen direkt nach Schließung der Wahllokale bilden, nicht in der Lage sind, Briefwähler akkurat abzubilden. So war bei der (ersten) Stichwahl der Bundespräsidentenwahl in Österreich 2016 der Kandidat der FPÖ, Norbert Hofer in der Urnenwahl leicht im Vorsprung, was von Demoskopen in ihren Prognosen entsprechend dargestellt wurde, jedoch konnte der Vorsprung von Alexander Van der Bellen bei den Briefwählern diesen Vorsprung kompensieren, so dass insgesamt Letzterer mehr Stimmen erhielt.